# Andrej Cetinski
Andrej Cetinski-Lev, slovenski partizan, general in narodni heroj, * 30. november 1921, Banja Loka, † 25. oktober 1997, Ljubljana.
Generalmajor JLA Cetinski je bil eden ustanovnih članov NOB na Kočevskem leta 1941. Naslednje leto je postal član KPS.
Decembra istega leta je postal komandir čete v Cankarjevi brigadi, nato pa še komandant bataljona in namestnik komandanta brigade. Marca 1944 je bil premeščen v Zidanškovo brigado, kjer je prevzel položaj njenega poveljnika. Oktobra istega leta je postal poveljnik operativnega štaba za Šlandrovo brigado in Zidanškovo brigado. Marca 1945 je postal poveljnik Štajerske grupe odredov. Maja istega leta je poveljeval Bračičevi brigadi na Avstrijskem Koroškem.
Po drugi svetovni vojni je ostal v JLA. Leta 1953 je diplomiral na Višji vojaški akademiji JLA, kjer je bil nato tudi profesor.
Njegova zadnja dolžnost je bila pomočnik poveljnika 9. armade.
Bil je član Sveta Socialistične republike Slovenije.

## Odlikovanja
- red narodnega heroja
- red partizanske zvezde II. stopnje
- red za hrabrost
- red zaslug za ljudstvo II. stopnje
- red bratstva in enotnosti II. stopnje
- red ljudske armade III. stopnje
- partizanski križ (Poljska)
- partizanska spomenica 1941